# George Borrow

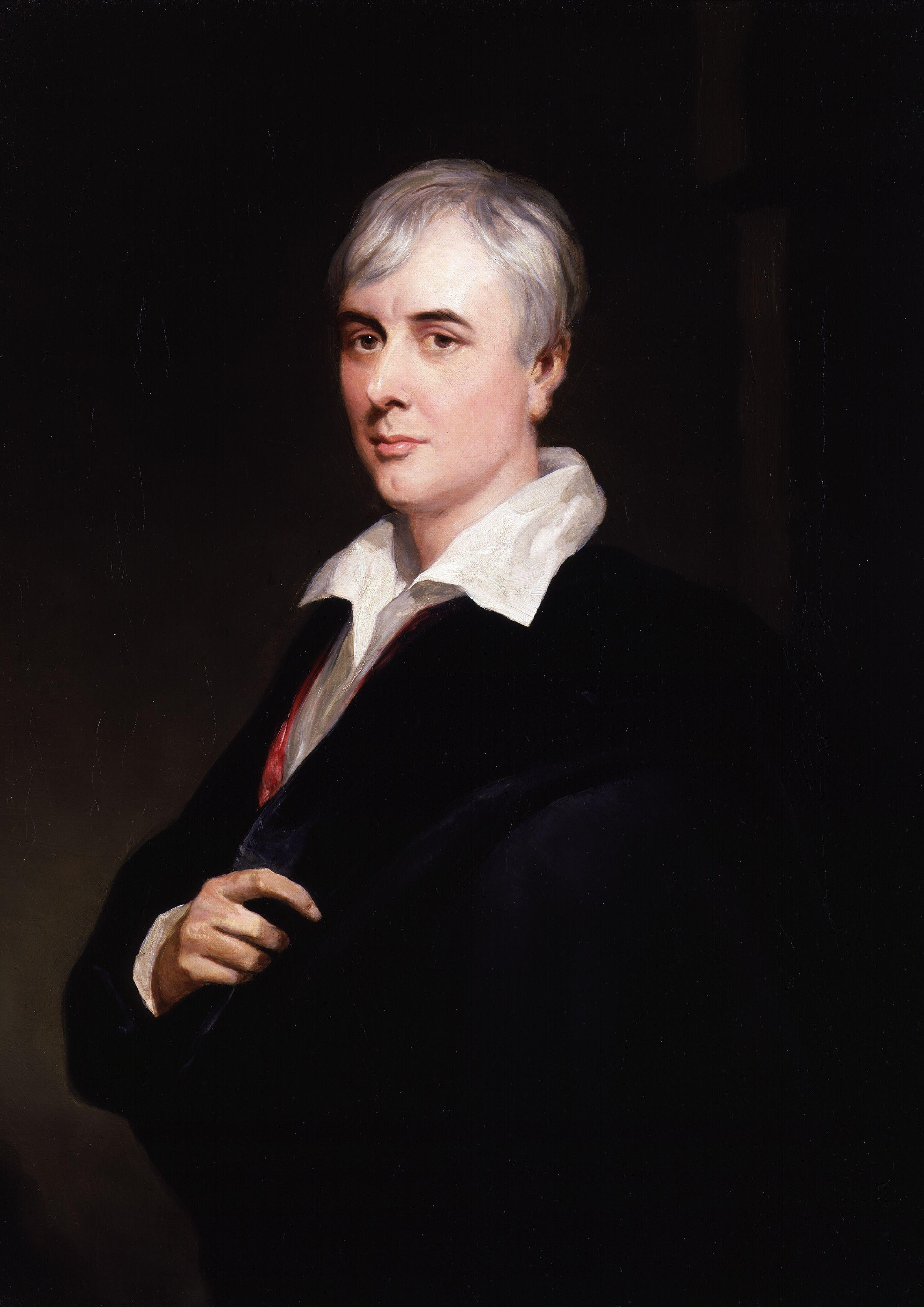
George Borrow, 1843

George Henry Borrow (* 5. Juli 1803 in East Dereham, Norfolk; † 26. Juli 1881 in Lowestoft, Suffolk) war ein britischer Schriftsteller, Reisender, Missionar und Philologe aus England.
George Borrow wurde in East Dereham, Norfolk, geboren. Er war der Sohn von Thomas Borrow (1758–1824), einem Rekrutierungsoffizier und dessen Frau Ann Perfrement (1772–1858). Er besuchte die Royal High School in Edinburgh und die Norwich Grammar School.
Er studierte Jura, obwohl sein Hauptinteresse der Literatur und Sprachen galt. 1825 begann er seine erste große Europareise durch Frankreich und Deutschland. Danach besuchte er Russland, Portugal, Spanien und Marokko. Von 1837 bis 1839 reiste er durch Spanien, um den Gitanos das von ihm ins Caló übertragene Lukasevangelium zu übermitteln. Er heiratete Mary Clarke am 23. April 1840 und lebte danach in Lowestoft in der Grafschaft Suffolk, wo er seine literarischen Arbeiten schrieb.

## Werke (Auswahl)
- The Zincali. An account of the gypsies of Spain. (1841; Neuausgabe London 1923)
- The Bible in Spain (1843)
- Lavengro (1851)
- Romany Rye (1857)
- Wild Wales (1862)
- Romano Lavo-Lil (1874)